# Petrus Gaslander
Petrus Gaslander, född 30 januari eller 3 februari eller 14 februari 1680 i Gårdsby socken, död 17 februari 1758 i Burseryds socken, var en svensk författare och kyrkoherde. Hans bestående insats är folklivsskildringen Beskrivning om swenska allmogens sinnelag, seder etc. från Västbo härad, postumt utgiven 1774.

## Biografi
Petrus Gaslander föddes i Gaslanda Norregård (nu stavat ”Gasslanda”)
i Gårdsby socken i Kronobergs län. Fadern var bonden
Nils Persson och modern Märit Jönsdotter. Petrus Gaslander intogs 1692 i skola i Växjö. Åren 1700–1704 gick han på gymnasiet i Växjö. Från 1704 var han student vid Åbo universitet, avlade olika examina och försvarade avhandlingar. På grund av Stora ofreden återvände han i maj 1710 till Småland. Han promoverades i sin frånvaro till magister 1712 (motsvarar i dag doktorsgraden).
Petrus Gaslander prästvigdes 1712 för Växjö stift och blev medhjälpare till kyrkoherden i Burseryd i Västbo. På sockenbornas begäran blev han kyrkoherde där 1713 och förblev så till sin död. Han var prost i Västbo kontrakt 1740–1750. Om ett för en kyrkoherde livligt lynne vittnar hans vadslagning med kyrkoherden i Villstad om en tunna öl som pris i en kappridning dem emellan. År 1752 nybyggdes Burseryds kyrka. Sonen Johan(nes) Gaslander efterträdde fadern som kyrkoherde i Burseryd. Två skrifter av Petrus Gaslanders hand trycktes (den ena postumt), och han efterlämnade ett antal handskrifter.
Petrus Gaslanders berömmelse vilar uteslutande på boken Beskrivning om swenska allmogens sinnelag, seder etc.